# Гауа
Гауа (англ. Gaua) — острів у Тихому океані. Входить до складу Республіки Вануату, як частина провінції Торба. Площа острова — 328 км².

## Історія
Острів у 1606 році відкрив іспанський мореплавець родом з Португалії Педро Фернандес де Кірос, що назвав його Санта-Марія.

## Географія та природа
Гауа заснає впливу частих землетрусів і циклонів. Клімат вологий тропічний; середньорічна кількість опадів перевищує 3500 мм. 
Острів має пересічену місцевість. Вершина активного стратовулкану Ґарат (797 м) розташована у центрі острова. Його останнє виверження відбулося в 2013 році. Вулкан має кальдеру розміром 6 × 9 км, усередині якої знаходиться кратерне озеро, відоме як озеро Летас, яке є найбільшим озером Вануату. На схід від озера знаходиться водоспад Сірі висотою 120 м.
Верхні схили острова були визнані BirdLife International важливими орнітологічними територіями (IBA), оскільки тут живуть популяції великонігів вануатських, пінону вануатського, тілопо вануатського, тілопо червоночеревого, лорікету пальмового, медовички кардиналової, ріроріро віялохвостого, оругеро довгохвостого, віялохвістки строкатоволої, міагри меланезійської, монарх-великодзьобу південного, окулярника жовтолобого і папужника червоноголового. Інші тваринищо проживають на острові представленні довгохвостим фруктовим кажаном (Notopteris macdonaldi), вануатською летючою лисицею (Pteropus anetianus) та кокосовими крабами.

## Населення та мови
Станом на 2009 рік на острові проживало 2497 осіб, а річний приріст становив 2 відсотки.
Мешканці острово проживають у різних прибережних селах на західній, південній і північно-східній сторонах острова. На східній стороні є кілька хуторів заселених спільнотою мігрантів, що прибули з двох менших островів Меріг і Мерелава, які розташовані на південний схід від Гауа. Найбільшим селом на Гауа є Йолап [ʧʊlap], на західному узбережжі.
Крім мови мверлап (мова іммігрантів), на Ґауа традиційно розмовляють п’ятьма мовами: лакон (також називається вуре), олрат, коро, дориг і нуме. 

## Економіка
Основне зайняття населення — сільське господарство,  яке є традиційним для всієї Меланезії: поєднання рибальства та садівництва. Основними експортними товарами острова є копра та какао. На північно-східній частині острова розміщений аеропорт Гауа.

## Галерея

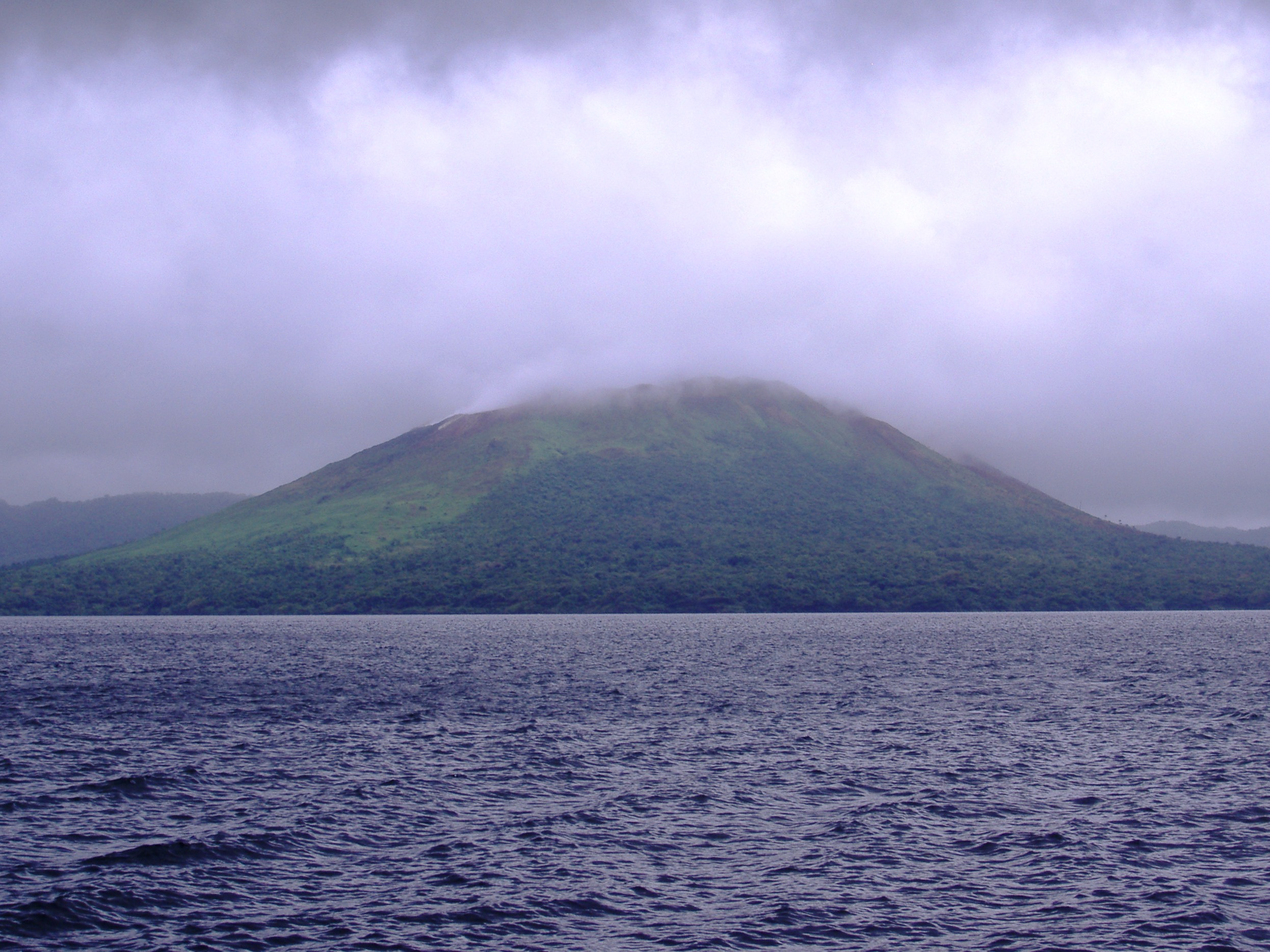
Гора Ґарат та озеро Летас
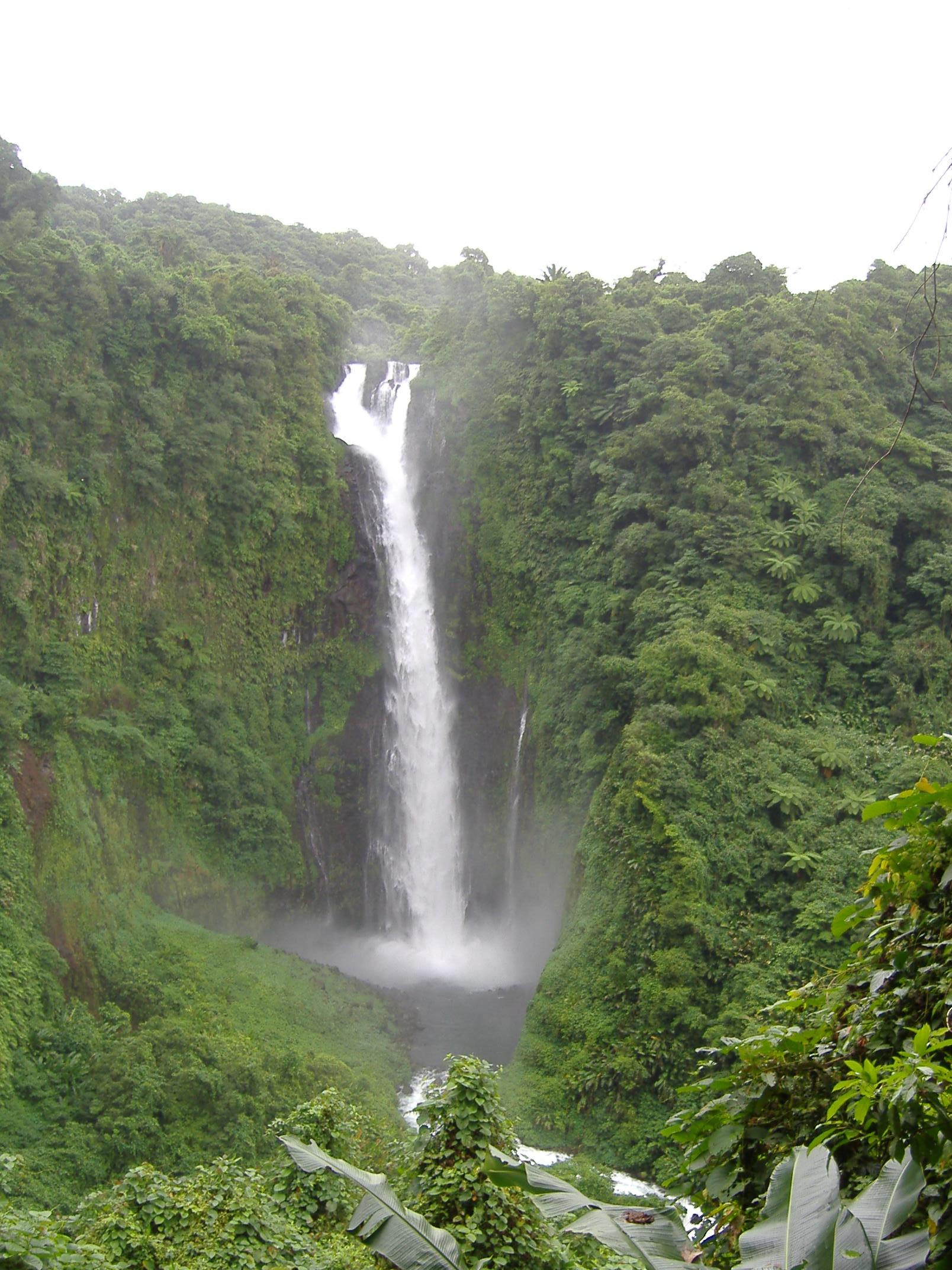
Водоспад Сірі
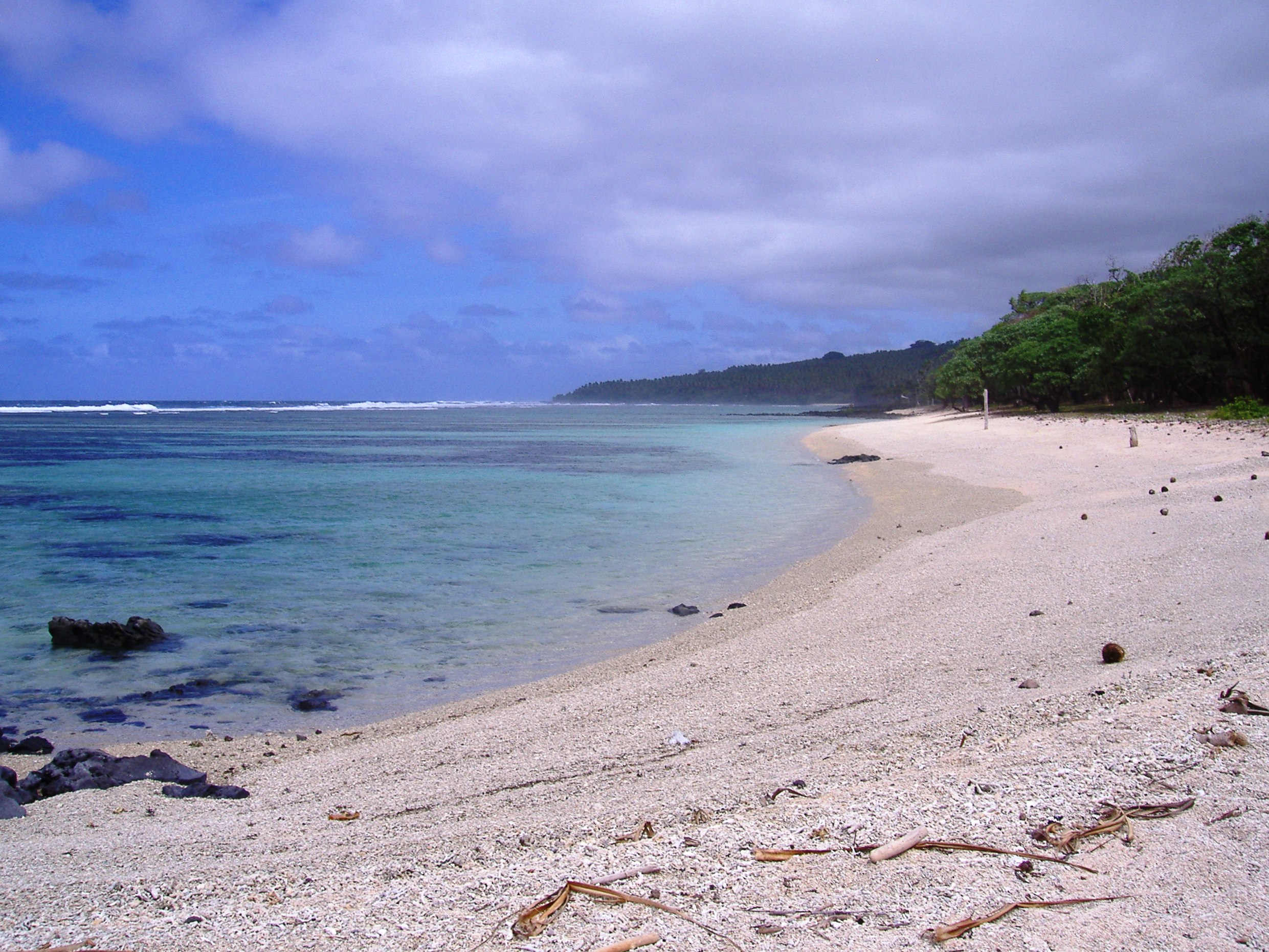
Пляж Баравіт (східне узбережжя)
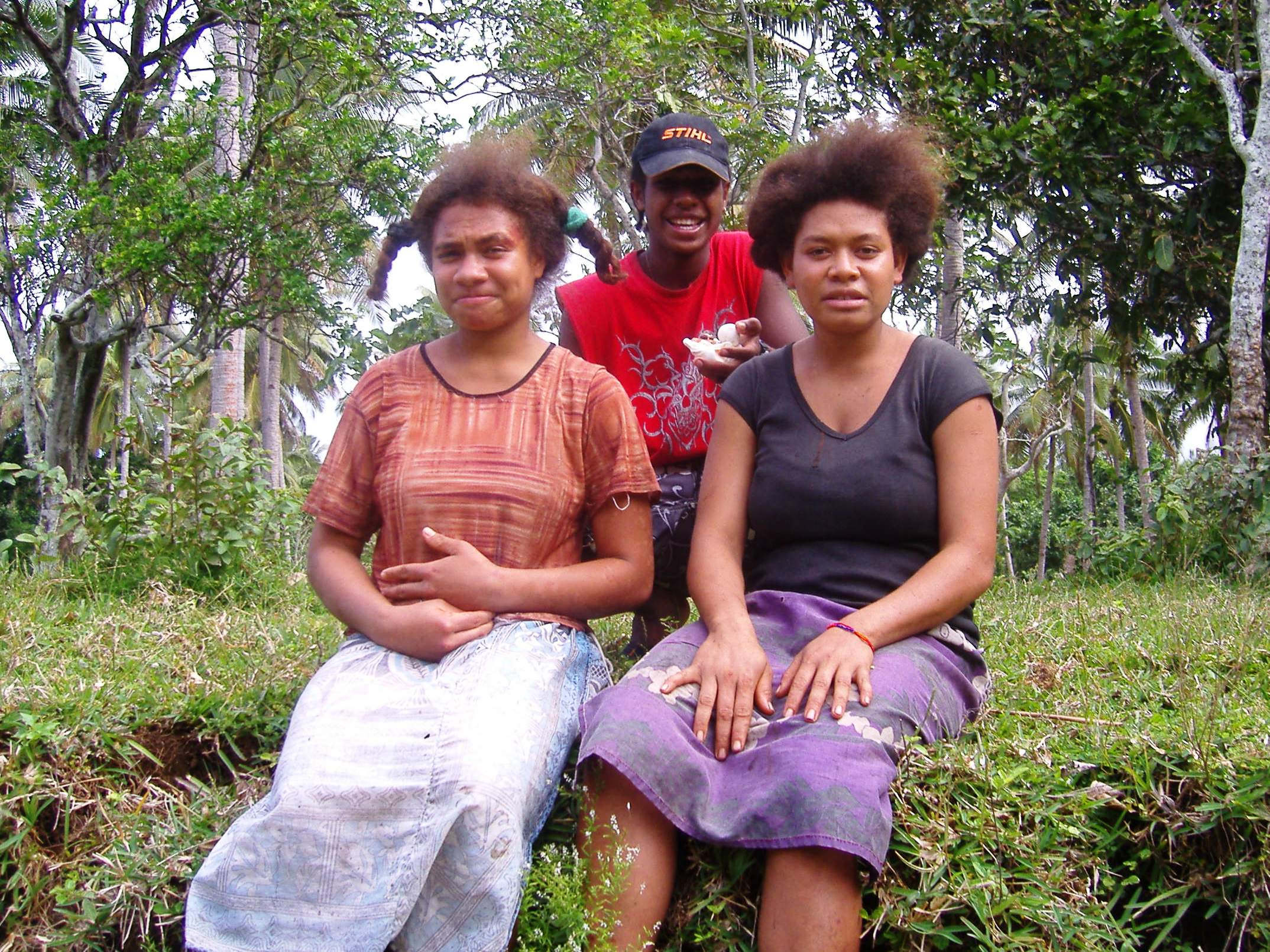
Місцеві жителі
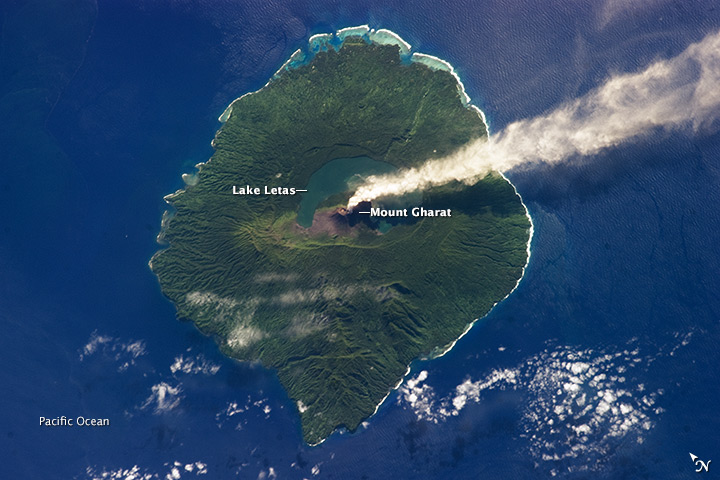
Острів Гауа з космоса